# Шкодренски пашалък
Шкодренският пашалък (1757-1831) е полуавтономна единица в Османската империя създадена от и за албанското семейство Бушати на основата на предходния Шкодренски санджак.
Седалището му е в Шкодра, а територията му обхващала съвременна Северна Албания и части от днешна Черна гора. 
Връх в управлението му е това на Кара Махмуд Бушатлия по времето на който властта му се простирала над голяма част от албанските територии, големи части от Косово, Западна Македония и югозападната част на Черна гора. 
Интересна особеност е, че в т.нар. рилска преработка на „История славянобългарска“ Шкодра изрично е отбелязана като български град в Дардания.